# Goto (programação)
O comando goto (do inglês go to, em português ir para) é uma estrutura de controle para salto de instruções.
Sua sintaxe é, em geral: goto destino , onde destino pode ser um label (rótulo ou nome de um endereço) ou um número, que representa um determinado endereço. As instruções passam a ser executadas no endereço apontado por destino.
Em assembly de x86, o controle de fluxo é baseado em saltos (instruções como JMP, JZ, JNZ), que são comparáveis ao goto das linguagens de programação de alto nível.

## Situações de uso
Críticas de Dijkstra à legibilidade de programas escritos com uso extensivo de goto  geraram, entre diversas reações, a humorística instrução ComeFrom (vir de).

Donald Knuth analisou e avaliou quão apropriado é (ou não) o uso de goto em diversas situações. Há também um estudo sobre o uso dessa instrução em projetos de software escritos em C.
Uma retrospectiva sobre o assunto é apresentada por David Tribble, com diversos exemplos de código (C, C++, Assembly, Java) com e sem uso de goto.

## Exemplos

### BASIC
(não confundir com Visual Basic ou outros Basic)
Uso de goto para criar uma estrutura de repetição (também chamada laço, ciclo ou loop):
```
10
 
PRINT
 
"Quanto é 7 - 7?"

20
 
INPUT
 
A

30
 
IF
 
A
 
=
 
0
 
THEN
 
GOTO
 
60

40
 
PRINT
 
"Errado... Tente outra vez!"

50
 
GOTO
 
20

60
 
PRINT
 
"Certo! Parabéns!"

70
 
END

```

### C
Uma aplicação citada por Brian Kernighan & Dennis Ritchie é para escapar de laços muito aninhados:
```
for
 
(
i
=
0
;
 
i
<
P
;
 
i
++
)
 
{

    
for
 
(
j
=
0
;
 
j
<
Q
;
 
j
++
)
 
{

        
for
 
(
k
=
0
;
 
k
<
R
;
 
k
++
)
 
{

            
...

            
if
 
(
 
condicao
 
)

                
goto
 
CONTINUACAO
;

            
...

        
}

    
}

}

CONTINUACAO
:

...

```

Em linguagens sem suporte a tratamento de exceções (como é o caso de C), goto pode ser usado para desfazer ações em ordem reversa, em caso de erro:
```
int
 
realizaProcedimentos
(
void
)

{

    
int
 
estado
;

    
estado
 
=
 
fazPrimeiraEtapa
();

    
if
 
(
estado
==
ERRO
)

goto
 
RESTAURA1
;

    
estado
 
=
 
fazSegundaEtapa
();

    
if
 
(
estado
==
ERRO
)

goto
 
RESTAURA2
;

    
estado
 
=
 
fazTerceiraEtapa
();

    
if
 
(
estado
==
ERRO
)

goto
 
RESTAURA3
;

    
return
 
(
SUCESSO
);

RESTAURA3
:

    
desfazTerceiraEtapa
();

RESTAURA2
:

    
desfazSegundaEtapa
();

RESTAURA1
:

    
desfazPrimeiraEtapa
();

    
return
 
(
ERRO
);

}

```